# Marquesado de Cavalcanti
El marquesado de Cavalcanti fue un título nobiliario español creado por el rey Alfonso XIII de España en favor de José Cavalcanti de Albuquerque y Padierna de Villapadierna, I conde de Taxdirt, militar español, el 17 de marzo de 1919 por real decreto y el 3 de abril del mismo año por real despacho.

## Denominación
Su nombre hace referencia al primer apellido del primer titular.

## Marqueses de Cavalcanti
|                           | Titular                                                     | Periodo                   |
| Creación por Alfonso XIII | Creación por Alfonso XIII                                   | Creación por Alfonso XIII |
| ------------------------- | ----------------------------------------------------------- | ------------------------- |
| I                         | José Cavalcanti de Alburquerque y Padierna de Villapadierna | 1919-1937                 |
| Título caducado           |                                                             |                           |

## Historia de los marqueses de Cavalcanti

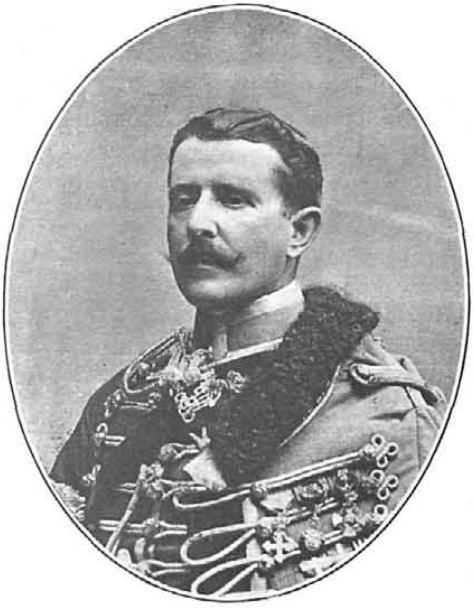
Fotografía de Kaulak a José Cavalcanti

- José Cavalcanti de Alburquerque y Padierna de Villapadierna (1871-1937), i marqués de Cavalcanti, i conde de Taxdirt, caballero de la Gran Cruz del Mérito Militar, de María Cristina y San Hermenegildo.[1]

Casó en el pazo de Meirás el 24 de octubre de 1910 con María de las Nieves (Blanca) de Quiroga y Pardo Bazán (1878-1970), iii condesa de Torre de Cela. Sin descendientes.